# Barragem do Alto Cávado
A Barragem do Alto Cávado está implantada sobre o rio Cávado, localizando-se na atual freguesia de Sezelhe e Covelães, no Município de Montalegre distrito de Vila Real. Tendo sido concluída em 1964, tem uma altura acima da fundação de 29 metros integrando-se na bacia hidrográfica do Rio Cávado.
Tem uma capacidade máxima de descarga de 410 m³/s, situada numa área de 50 hectares, tem uma capacidade de 3,3 hm3. É uma barragem do tipo gravidade, com um comprimento de coroamento de 220m.